# Újpesti TE (vízilabda)
Az Újpesti TE vízilabdacsapata az egyik legsikeresebb magyar vízilabdaklub, melynek székhelye a fővárosban Budapesten található. Anyagi okokból 2011-ben a klub megszűnt, mivel nem tudták volna fedezni az induláshoz szükséges költségeket.
A klubot 1891-ben alapították, színei: lila és fehér.
A magyar bajnokságot 26, a magyar kupát 19, a bajnokok ligáját 1 (1994), a LEN-kupát 3 (1993, 1997, 1999), a LEN-szuperkupát pedig 1 alkalommal (1994) nyerte meg.

## Az első mérkőzés
A csapat első vízilabda mérkőzését a Terézvárosi FC ellen játszotta.

## Sikerek

### Hazai
- Magyar bajnok: (26)
  - (1930, 1931, 1932, 1933, 1934, 1935, 1936, 1937, 1938, 1939, 1941, 1942, 1945, 1946, 1948, 1950, 1951, 1952, 1955, 1960, 1967, 1986, 1991, 1993, 1994, 1995)
- Magyar kupagyőztes: (19)
  - (1929, 1931, 1932, 1933, 1934, 1935, 1936, 1938, 1939, 1944, 1948, 1951, 1952, 1955, 1960, 1963, 1975, 1991, 1993)

### Nemzetközi
- LEN-bajnokok ligája
  - 1. hely (1): (1994)
  - 2. hely (2): (1995, 1996)
- LEN-kupa
  - 1. hely (3): (1993, 1997, 1999)
  - 2. hely (1): (2005)
- LEN-szuperkupa
  - 1. hely (1): (1994)

## Híres játékosok
| - Barta István - Bozsi Mihály - Dömötör Zoltán - Gáspár Árpád - Gyarmati Dezső - vitéz Halassy Olivér - Kislégi Kálmán - Kutasi György - Lemhényi Dezső - Martin Miklós | - Mayer Mihály - Németh János - Sárkány Miklós - Vízvári György - Benedek Tibor - Vincze Balázs - Dala Tamás - Kásás Tamás - Vágó Sándor - Vágó Imre |

## Nemzetközi eredményt elért játékosok

### Európa-bajnokok
- Barta István vízilabdázó,
- Bozsi Mihály vízilabdázó,
- Cservenyák Tibor vízilabdázó,
- Dömötör Zoltán úszó, vízilabdázó,
- Gyarmati Dezső vízilabdázó,
- Halassy Olivér vízilabdázó,
- Kásás Tamás vízilabdázó,
- Wolf Péter vízilabdázó,

### Világbajnokok
- Csapó Gábor dr. vízilabdázó – 1959–1972 között az Ú. Dózsa játékosa. A Dózsa neveltjeként került a válogatottba. 1973-ban a belgrádi vb-n aranyérmet nyert csapat tagja. (olimpiai bajnok)
- Cservenyák Tibor vízilabdázó – 1972 után az Ú. Dózsa játékosa, 1973-ban a belgrádi vb-n aranyérmet nyert csapat tagja. (olimpiai bajnok)
- Gyarmati Dezső vízilabdázó – 1947-ben a párizsi főiskolai vb győztes, 1951-ben Berlinben a főiskolai világbajnok csapat tagja. (olimpiai bajnok)
- Mayer Mihály dr. vízilabdázó – 1954-ben Budapesten a főiskolai világbajnokságot nyert csapat tagja volt. (olimpiai bajnok)
- Vizváry György vízilabdázó – 1951-ben Berlinben főiskolai világbajnok.

### Olimpiai bajnokok
- 1932 Los Angeles
  - Barta István vízilabda
  - Halassy Olivér vízilabda
  - Németh János vízilabda
- 1936 Berlin
  - Bozsi Mihály vízilabda
  - Halassy Olivér vízilabda
  - Kutasi György vízilabda
  - Németh János vízilabda
- 1952 Helsinki
  - Gyarmati Dezső vízilabda
  - Lemhényi Dezső vízilabda
  - Martin Miklós vízilabda
  - Vízváry György vízilabda
- 1956 Melbourne
  - Gyarmati Dezső vízilabda
  - Mayer Mihály vízilabda
- 1964 Tokió
  - Dömötör Zoltán vízilabda
  - Mayer Mihály vízilabda
- 1976 Montreál
  - Cservenyák Tibor vízilabda
  - Sárosi László vízilabda

### Olimpiai ezüstérmesek
- 1928 Amszterdam
  - Halassy Olivér vízilabda
- 1948 London
  - Gyarmati Dezső vízilabda
  - Szittya Károly vízilabda
  - Lemhényi Dezső vízilabda
- 1972 München
  - Sárosi László vízilabda

### Olimpiai bronzérmesek
- 1960 Róma
  - Dömötör Zoltán vízilabda
  - Mayer Mihály vízilabda
- 1968 Mexikóváros
  - Dömötör Zoltán vízilabda
  - Mayer Mihály vízilabda
  - Sárosi László vízilabda
- 1980 Moszkva
  - Kiss István vízilabda